# Frank Maxwell Andrews
Frank Maxwell Andrews (Nashville, 3 febbraio 1884 – Fagradalsfjall, 3 maggio 1943) è stato un aviatore e generale statunitense.
Tra i principali fautori del potenziamento della componente aerea dell'Esercito degli Stati Uniti, divenne nel 1935 il primo comandante del nuovo quartier generale centralizzato delle forze aeree. Dopo altri comandi nell'America centrale e nel Medio Oriente, divenne all'inizio del 1943 il comandante di tutte le forze militari statunitensi nel teatro d'operazioni europeo, in sostituzione del generale Dwight Eisenhower, trasferito al comando nel teatro mediterraneo.
Il generale Andrews morì in un incidente aereo durante un giro di ispezione in Islanda nel maggio 1943. Fu uno dei quattro generali del U.S. Army a morire in azione durante la seconda guerra mondiale; gli altri tre furono Lesley J. McNair, ucciso da fuoco amico durante l'operazione Cobra, Simon Bolivar Buckner Jr., ucciso durante la battaglia di Okinawa e Millard Harmon, disperso in mare con il suo aereo durante un volo sulle isole Marshall.

## Biografia
Fu un generale dell'esercito statunitense, ed uno dei fondatori della United States Army Air Force. Come parte del gruppo dirigente degli United States Army Air Corps riuscì in quello che a Billy Mitchell non fu possibile: la creazione di una aeronautica militare come forza armata indipendente. Nel 1943 sostituì Eisenhower al comando delle forze statunitensi in Europa, e morì insieme ad altri tredici tra equipaggio e passeggeri durante un volo di ispezione quando il suo aereo, un Consolidated B-24 Liberator, precipitò sul monte Fagradalsfjall nella penisola di Reykjanes (Islanda). A lui sono intitolate varie installazioni militari, tra le quali la più nota è senz'altro la Andrews Air Force Base.